# Lithadia brasiliensis
Lithadia brasiliensis is een krabbensoort uit de familie van de Leucosiidae. De wetenschappelijke naam van de soort is voor het eerst geldig gepubliceerd in 1872 door von Martens.